# Fédéraliste n°78
 (mai 2024).
La mise en forme du texte ne suit pas les recommandations de Wikipédia : il faut le « wikifier ».
Les points d'amélioration suivants sont les cas les plus fréquents. Le détail des points à revoir est peut-être précisé sur la page de discussion.
- Les titres sont pré-formatés par le logiciel. Ils ne sont ni en capitales, ni en gras.
- Le texte ne doit pas être écrit en capitales (les noms de famille non plus), ni en gras, ni en italique, ni en « petit »…
- Le gras n'est utilisé que pour surligner le titre de l'article dans l'introduction, une seule fois.
- L'italique est rarement utilisé : mots en langue étrangère, titres d'œuvres, noms de bateaux, etc.
- Les citations ne sont pas en italique mais en corps de texte normal. Elles sont entourées par des guillemets français : « et ».
- Les listes à puces sont à éviter, des paragraphes rédigés étant largement préférés. Les tableaux sont à réserver à la présentation de données structurées (résultats, etc.).
- Les appels de note de bas de page (petits chiffres en exposant, introduits par l'outil «  Source ») sont à placer entre la fin de phrase et le point final[comme ça].
- Les liens internes (vers d'autres articles de Wikipédia) sont à choisir avec parcimonie. Créez des liens vers des articles approfondissant le sujet. Les termes génériques sans rapport avec le sujet sont à éviter, ainsi que les répétitions de liens vers un même terme.
- Les liens externes sont à placer uniquement dans une section « Liens externes », à la fin de l'article. Ces liens sont à choisir avec parcimonie suivant les règles définies. Si un lien sert de source à l'article, son insertion dans le texte est à faire par les notes de bas de page.
- La présentation des références doit suivre les conventions bibliographiques. Il est recommandé d'utiliser les modèles {{Ouvrage}}, {{Chapitre}}, {{Article}}, {{Lien web}} et/ou {{Bibliographie}}. Le mode d'édition visuel peut mettre en forme automatiquement les références.
- Insérer une infobox (cadre d'informations à droite) n'est pas obligatoire pour parachever la mise en page.

Pour une aide détaillée, merci de consulter Aide:Wikification.
Si vous pensez que ces points ont été résolus, vous pouvez retirer ce bandeau et améliorer la mise en forme d'un autre article.
 (mai 2024).
Fédéraliste no 78 est un essai d'Alexander Hamilton, le soixante-dix-huitième des Papiers fédéralistes (The Federalist Papers en anglais). Comme tous les papiers du Fédéraliste, il fut publié sous le pseudonyme de Publius.
Intitulé « The Judiciary Department » (Le département judiciaire en français), le numéro 78 du Fédéraliste fut publié le 28 mai 1788 et parut pour la première fois dans un journal le 14 juin de la même année. Il a été écrit pour expliquer et justifier la structure du pouvoir judiciaire en vertu du projet de Constitution des États-Unis ; c'est le premier des six essais d'Hamilton sur cette question. En particulier, il répond aux préoccupations des antifédéralistes quant à la portée et au pouvoir du système judiciaire fédéral, qui aurait été composé de juges non élus et politiquement isolés, nommés à vie.
Les Papiers Fédéralistes, en tant que texte fondateur de l'interprétation de la Constitution, sont fréquemment cités par les juristes américains, mais ne constituent pas une loi. De tous les essais, le no 78 est le plus cité par les juges de la Cour suprême des États-Unis.
Dans le Fédéraliste no 78, Hamilton affirme que le pouvoir judiciaire, d'un point de vue constitutionnel, ne peut surpasser les autres pouvoirs politiques, étant donné que le Congrès contrôle le flux d'argent et que le Président dirige l'armée. Le pouvoir judiciaire est même dépendant des branches politiques pour faire respecter ses jugements.
Hamilton y soutient aussi que les juges fédéraux devraient conserver leur mandat à vie tant qu'ils font preuve d'un bon comportement.
Le Fédéraliste no 78 discute également du pouvoir de contrôle judiciaire, en soutenant que les tribunaux fédéraux ont pour tâche de déterminer si les lois du Congrès sont constitutionnelles et ce qui doit être fait si le gouvernement est confronté à des actes acontraires à la Constitution.

## Contrôles de la conduite judiciaire
Le débat fondamental abordé par Hamilton et son rival anti-fédéraliste Robert Yates, aussi surnommé « Brutus », portait sur le degré d'indépendance à accorder aux juges fédéraux et le niveau de responsabilité à leur imposer.
En Angleterre, un juge peut être démis de ses fonctions « sur demande des deux chambres du Parlement ». De plus, comme l'Act of Settlement de 1701 était une simple loi, l'indépendance judiciaire qu'elle garantissait pouvait être abrogée en bloc par une loi du Parlement. De même, les juges anglais étaient redevables au Parlement, dans le sens où leurs jugements pouvaient être annulés par cet organe. Brutus a pris la position selon laquelle la Constitution devrait adopter le système anglais dans son intégralité, avec des modifications mineures. Hamilton, quant à lui, a défendu le système actuel.
Plusieurs chercheurs estiment que l'affaire Rutgers v. Waddington « était un modèle pour l'approche interprétative qu'il [Hamilton] a adoptée dans Fédéraliste 78 »,,.

### Mandat de bonne conduite
En Angleterre, même si la plupart des agents de la Couronne servaient « au gré du roi », les fonctionnaires se voyaient souvent accorder un mandat à vie (life tenure) dans leurs fonctions. Les petits seigneurs reçurent le pouvoir d'accorder la titularisation à vie, ce qui créa un système de favoritisme politique efficace à plusieurs niveaux où chacun, des payeurs aux juges en passant par les greffiers paroissiaux, bénéficiait d'une sécurité d'emploi. Sans un certain contrôle efficace de leur conduite, cela engendrerait une injustice intolérable, dans la mesure où les ministres du roi seraient libres de « déverser leur colère » sur des sujets sans défense en toute impunité.
La solution anglaise à ce problème consistait à conditionner l'exercice d'une fonction à une bonne conduite, telle que imposée par le peuple au moyen d'un bref de scire facias. Bien qu'il s'agisse techniquement d'un bref du souverain, ce pouvoir ne concernait que les intérêts de ses sujets ; comme le roi ne l'exerçait qu'en qualité de parens patriae, il était tenu par la loi d'en permettre l'usage à tout sujet intéressé.
Sir William Blackstone explique dans son traité historique sur la common law, Commentaries on the Laws of England :
« WHERE the crown hath unadvisedly granted any thing by letters patent, which ought not to be granted, or where the patentee hath done an act that amounts to a forfeiture of the grant, the remedy to repeal the patent is by writ of scire facias in chancery. This may be brought either on the part of the king, in order to resume the thing granted; or, if the grant be injurious to a subject, the king is bound of right to permit him (upon his petition) to use his royal name for repealing the patent in a scire facias. »
Les violations de la bonne conduite en vertu de la common law comprenaient « l'abus de fonction, le non-exercice de cette fonction et le refus d'exercer une fonction », ainsi que « l'oppression et la partialité tyrannique des juges et des autres magistrats, dans l'administration et sous le couvert de leur fonction, [qui pourraient être poursuivis] par dénonciation à la cour du banc du roi. Comme le recours au bref de scire facias était disponible dans chacune des colonies, son efficacité en tant que moyen de dissuasion contre l'abus des fonctions judiciaires était supposée plutôt que débattue.

### Contrôle législatif des décisions judiciaires
Le principal point de discorde entre Hamilton et Brutus résidait dans la crainte que les juges substituent leur volonté au texte brut de la Constitution, comme en témoigne la révision de facto du onzième amendement par la Cour suprême. Hamilton a reconnu qu'aucun juge fédéral n'avait le pouvoir légal d'imposer sa volonté au peuple au mépris de la Constitution :
« There is no position that depends on clearer principles, than that every act of a delegated authority, contrary to the tenor of the commission under which it is exercised, is void. No legislative act, therefore, contrary to the Constitution, can be valid. To deny this, would be to affirm, that the deputy is greater than his principal; that the servant is above his master; that the representatives of the people are superior to the people themselves; that men acting by virtue of powers, may do not only what their powers do not authorize, but what they forbid.... To avoid arbitrary discretion in the courts, it is indispensable that they should be bound down by strict rules and precedents, which serve to define and point out their duty in every particular case that comes before them. »
Brutus a souligné, quant à lui, que la Constitution ne prévoyait pas de mécanisme efficace pour contrôler le caprice judiciaire :
« There is no power above them, to control any of their decisions. There is no authority that can remove them, and they cannot be controlled by the laws of the legislature. In short, they are independent of the people, of the legislature, and of every power under heaven. Men placed in this situation will generally soon feel independent of heaven itself. »
Hamilton considérait ce défaut apparent de la conception constitutionnelle comme une vertu plutôt qu’un vice :
« But it is not with a view to infractions of the Constitution only, that the independence of the judges may be an essential safeguard against the effects of occasional ill senses of humor in the society. These sometimes extend no farther than to the injury of the private rights of particular classes of citizens, by unjust and partial laws. Here also the firmness of the judicial magistracy is of vast importance in mitigating the severity and confining the operation of such laws. It not only serves to moderate the immediate mischiefs of those which may have been passed, but it operates as a check upon the legislative body in passing them; who, perceiving that obstacles to the success of iniquitous intention are to be expected from the scruples of the courts, are in a manner compelled, by the very motives of the injustice they meditate, to qualify their attempts. This is a circumstance calculated to have more influence upon the character of our governments, than but few may be aware of. »
Il semble que Hamilton s'appuie donc sur l'efficacité du bref de scire facias, couplée à la présomption selon laquelle d'autres branches du gouvernement ignoreront les décisions judiciaires inconstitutionnelles, pour contrôler les fautes judiciaires.

## Le contrôle juridictionnel
Le Fédéraliste no 78 décrit le processus de contrôle juridictionnel, dans lequel les tribunaux fédéraux examinent les lois pour déterminer si elles sont conformes à la Constitution et à ses lois. Hamilton y indique qu'en vertu de la Constitution, le législateur n'est pas juge de la constitutionnalité de ses propres actions. Il incombe plutôt aux tribunaux fédéraux de protéger la population en empêchant le législateur d’agir de manière incompatible avec la Constitution :
« If it is said that the legislative body is themselves the constitutional judges of their own powers and that the construction, they put upon them is conclusive upon the other departments, it may be answered, that this cannot be the natural presumption, where it is not to be collected from any particular provisions in the Constitution. It is not otherwise to be supposed, that the Constitution could intend to enable the representatives of the people to substitute their will to that of their constituents. It is far more rational to suppose that the courts were designed to be an intermediate body between the people and the legislature, in order, among other things, to keep the latter within the limits assigned to their authority. »
Également, il considère le pouvoir judiciaire comme étant intrinsèquement faible en raison de son incapacité à contrôler ni l’argent ni l’armée du pays. Le seul pouvoir du pouvoir judiciaire est le pouvoir de jugement :
« The Executive not only dispenses the honors but holds the sword of the community. The legislature not only commands the purse but prescribes the rules by which the duties and rights of every citizen are to be regulated. The judiciary, on the contrary, has no influence over either the sword or the purse; no direction either of the strength or of the wealth of the society; and can take no active resolution whatever. It may truly be said to have neither FORCE nor WILL, but merely judgment; and must ultimately depend upon the aid of the executive arm even for the efficacy of its judgments. »
En raison de la faiblesse des tribunaux, Hamilton considère donc que la possibilité de corruption utilisant le contrôle juridictionnel n'est pas un problème. Le peuple ne sera jamais en danger si la structure du gouvernement inscrite dans la Constitution demeure. Il affirme également que le jugement doit être retiré aux groupes qui élaborent la législation et statuent :

« Cela prouve également que, bien que l'oppression individuelle puisse provenir de temps en temps des tribunaux, la liberté générale du peuple ne peut jamais être mise en danger de ce côté-là ; Je veux dire tant que le pouvoir judiciaire reste véritablement distinct du législatif et de l’exécutif. Car je reconnais qu'« il n'y a pas de liberté si le pouvoir de juger n'est pas séparé des pouvoirs législatif et exécutif. »

De plus, Hamilton considère les juges de la Cour suprême comme une incarnation de la Constitution, le dernier groupe à protéger les lois fondamentales établies dans la Constitution. Cela coïncide avec l’opinion selon laquelle le pouvoir judiciaire est le pouvoir du jugement :

« L'interprétation des lois est la compétence propre et particulière des tribunaux. Une constitution est en effet, et doit être considérée par les juges, comme une loi fondamentale. Il leur appartient donc d'en connaître le sens, ainsi que celui de tout acte particulier émanant du corps législatif. »

Selon lui, les tribunaux fédéraux ont le devoir d'interpréter et d'appliquer la Constitution et de ne pas tenir compte de toute loi incompatible avec la Constitution :

« S'il devait y avoir une divergence irréconciliable entre les deux, celui qui a l'obligation et la validité supérieures devrait, bien entendu, être préféré ; ou, en d'autres termes, la Constitution doit être préférée à la loi, l'intention du peuple à l'intention de ses agents..... »

Hamilton soutient enfin que le pouvoir de contrôle juridictionnel devrait être utilisé par le pouvoir judiciaire pour protéger les libertés garanties au peuple par la Constitution et pour contrôler le pouvoir du pouvoir législatif :
« [W]here the will of the legislature, declared in its statutes, stands in opposition to that of the people, declared in the Constitution, the judges ought to be governed by the latter rather than the former. They ought to regulate their decisions by the fundamental laws, rather than by those which are not fundamental...
[W]henever a particular statute contravenes the Constitution; it will be the duty of the judicial tribunals to adhere to the latter and disregard the former. »
Hamilton indique donc que le pouvoir judiciaire fédéral a le pouvoir de déterminer si les lois sont constitutionnelles et de les déclarer invalides si elles sont en conflit avec la Constitution. Ce principe de contrôle juridictionnel a été confirmé par la Cour suprême des États-Unis dans l'affaire Marbury v. Madison (1803).